# Isaiah Simmons
Isaiah Simmons (geboren am 26. Juli 1998 in Omaha, Nebraska) ist ein US-amerikanischer American-Football-Spieler auf der Position des Linebackers und des Safeties. Er spielte College Football für die Clemson University. Im NFL Draft 2020 wurde Simmons an achter Stelle von den Arizona Cardinals ausgewählt. Seit 2023 spielt er für die New York Giants.

## Frühe Jahre
Simmons wurde in Omaha, Nebraska, geboren. Er besuchte die Olathe North High School in Olathe, Kansas. Von 247Sports wurde er als Drei-Sterne-Rekrut bewertet. An der Highschool spielte Simmons zunächst als Runningback und später als Wide Receiver und Safety.

## College
Von 2016 bis 2019 spielte Simmons Football am College. Er besuchte die Clemson University und spielte dort für die Clemson Tigers in der NCAA Division I FBS.
In seiner ersten Saison legte Simmons ein Redshirtjahr ein. 2017 spielte er überwiegend als Safety, bevor er ab der folgenden Saison auf mehreren Positionen eingesetzt wurde. In der Saison 2019 spielte er erneut auf mehreren Positionen. Nominell als Linebacker gelistet, gewann er den Butkus Award für den besten College-Football-Spieler auf dieser Position. Zudem wurde Simmons zum Unanimous All-American und zum Defensive Player of the Year in der Atlantic Coast Conference gewählt. Nachdem er seinen Abschluss in Sports Communications erfolgreich abgelegt hatte, meldete sich Simmons für den NFL Draft 2020 an und verzichtete somit auf ein mögliches viertes Jahr am College. Mit Clemson gewann er 2018 das College Football Playoff National Championship Game.
Insgesamt lief Simmons in 40 Spielen für Clemson auf, in denen er 148 Tackles und 11,0 Sacks erzielte sowie vier Interceptions fing.

## NFL
Beim NFL Combine lief Simmons den 40 Yard Dash in 4,39 Sekunden, die zweitbeste Zeit eines Linebackers seit 2003. Von Analysten wurde er als früher Erstrundenpick, meist innerhalb der Top 10, angesehen. Simmons wurde an achter Stelle von den Arizona Cardinals ausgewählt.
Im Spiel gegen die Seattle Seahawks am 7. Spieltag konnte Simmons kurz vor dem Ende der Overtime einen Pass von Russell Wilson abfangen. Mit seiner ersten Interception in der NFL ermöglichte er den 37:34-Sieg der Cardinals über die Seahawks. In seiner Rookiesaison wurde Simmons als Ergänzungsspieler eingesetzt, dabei sah er in der zweiten Saisonhälfte mehr Einsatzzeit.
In der Saison 2021 wurde Simmons zum Stammspieler, dabei erzielte er über 100 Tackles, 1,5 Sacks und eine Interception, zudem konnte er vier Fumbles erzwingen.
Nach einer schwachen Leistung bei der 21:44-Niederlage am ersten Spieltag der Saison 2022 wurde Simmons, zuvor Spielführer der Defense, in Woche 2 zum Ergänzungsspieler degradiert. In dieser Rolle konnte er bei der Partie gegen die Las Vegas Raiders in der Overtime einen Fumble erzwingen, den Cornerback Byron Murphy zu einem Touchdown in die Endzone tragen konnte, wodurch die Cardinals das Spiel mit 29:23 gewannen.
Nach der Saison 2022 lehnten die Cardinals im Mai 2023 die Fifth-Year-Option von Simmons’ Rookievertrag ab. Im August 2023 gaben sie Simmons im Austausch gegen einen Siebtrundenpick an die New York Giants ab.

### NFL-Statistiken
| Saison                             | Saison | Spiele | Spiele      | Tackles | Tackles | Tackles | Tackles | Interceptions | Interceptions | Interceptions | Interceptions | Interceptions | Fumbles | Fumbles | Fumbles |
| Jahr                               | Team   | Spiele | als Starter | Gesamt  | Solo    | Ast     | Sacks   | PD            | INT           | Yds           | Lng           | TD            | FF      | FR      | TD      |
| ---------------------------------- | ------ | ------ | ----------- | ------- | ------- | ------- | ------- | ------------- | ------------- | ------------- | ------------- | ------------- | ------- | ------- | ------- |
| 2020                               | ARI    | 16     | 7           | 54      | 43      | 11      | 2,0     | 2             | 1             | 12            | 12            | 0             | 1       | 1       | 0       |
| 2021                               | ARI    | 17     | 17          | 105     | 70      | 35      | 1,5     | 7             | 1             | 0             | 0             | 0             | 4       | 0       | 0       |
| 2022                               | ARI    | 17     | 13          | 99      | 58      | 31      | 4,0     | 7             | 2             | 61            | 56            | 1             | 2       | 1       | 0       |
| 2023                               | NYG    | 17     | 4           | 50      | 33      | 17      | 1,0     | 3             | 1             | 54            | 54            | 1             | 1       | 1       | 0       |
| 2024                               | NYG    | 17     | 1           | 21      | 12      | 9       | 0,0     | 2             | 0             | 0             | 0             | 0             | 1       | 0       | 0       |
| Gesamt                             | Gesamt | 84     | 42          | 329     | 226     | 103     | 8,5     | 21            | 5             | 127           | 56            | 2             | 9       | 3       | 0       |
| Quelle: pro-football-reference.com |        |        |             |         |         |         |         |               |               |               |               |               |         |         |         |

## Spielstil
Simmons zeichnet sich durch seine positionelle Vielseitigkeit aus. Für Clemson spielte er sowohl als Linebacker, aber auch als Defensive End, als Cornerback und als Safety.